# Stânjenel mic de munte
Stânjenelul mic de munte (Iris ruthenica) este o plantă erbacee din familia Iridaceae. Tulpinile au 100–150 mm. Frunzele de la baza tulpinii sunt lungi și înguste. În vârful tulpinii se găsește o floare albastru-violet întunecat de 50–60 mm lungime formată din șase diviziuni.
Stânjenelul mic de munte înflorește în lunile mai-iunie.

## Răspândire
În România se găsește în locurile ierboase, marginile de pădure și uneori chiar și în regiunile inferioare până în regiunea dealurilor (în Transilvania).